# ۳٬۳-دی‌کلروبنزیدین
۳٬۳-دی‌کلروبنزیدین (به انگلیسی: 3,3'-Dichlorobenzidine) با فرمول شیمیایی C12H10Cl2N2 یک ترکیب شیمیایی با شناسه پاب‌کم 7070 است. که جرم مولی آن 253.13 g/mol می‌باشد. شکل ظاهری این ترکیب، بلورهای جامد خاکستری یا بنفش است.